# Przysięga

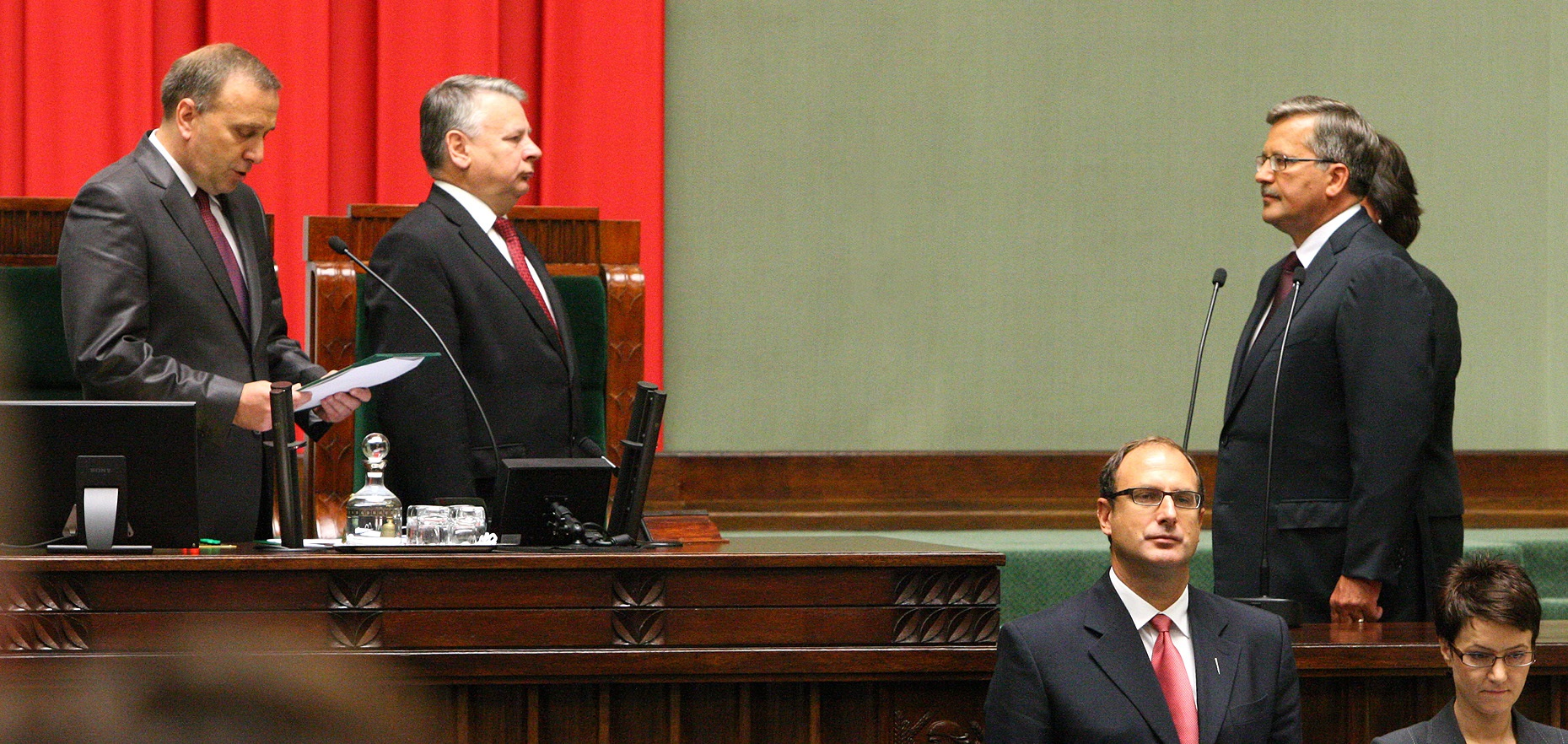
Przysięga Bronisława Komorowskiego przed Zgromadzeniem Narodowym, 6 sierpnia 2010

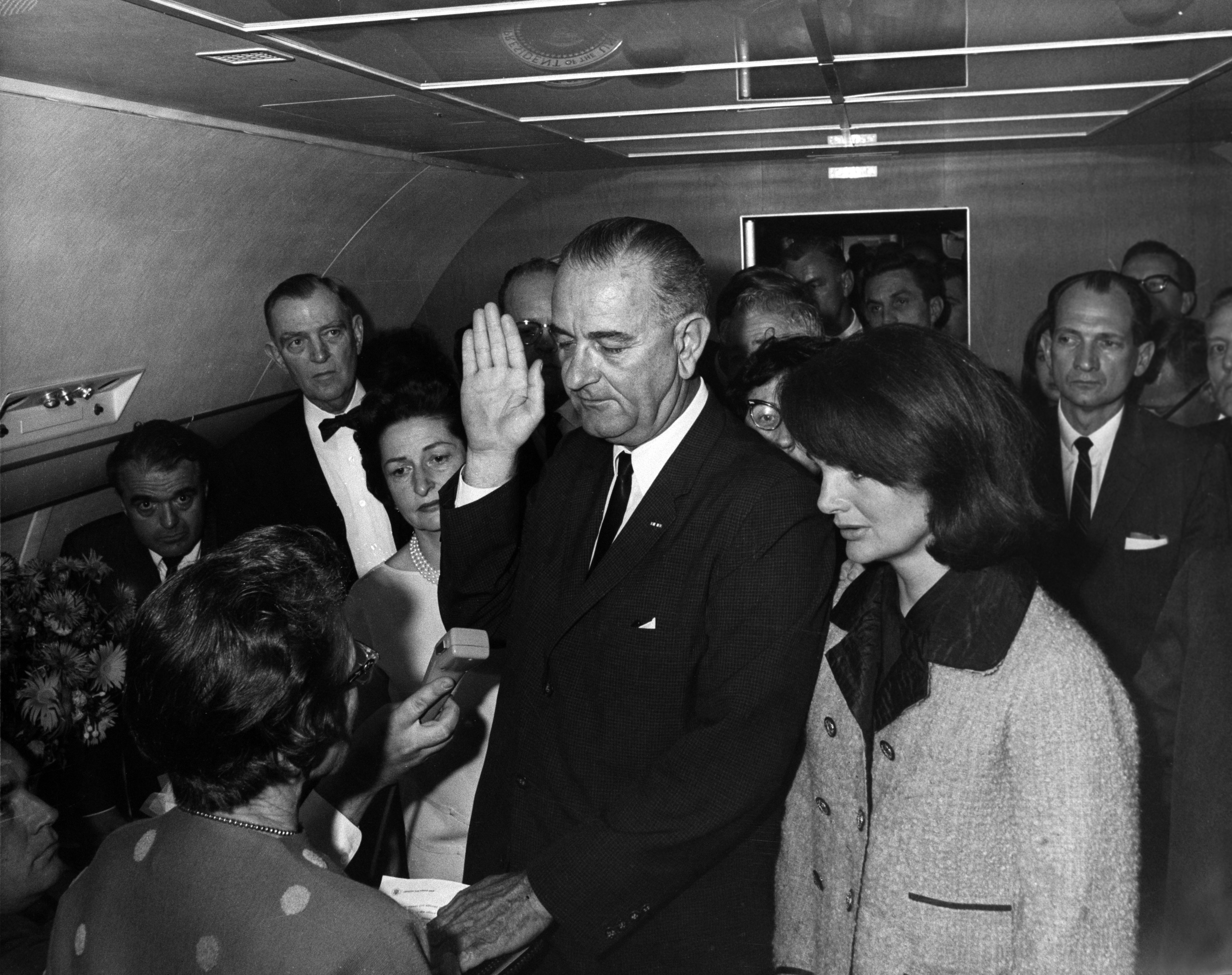
Wiceprezydent Lyndon B. Johnson składający przysięgę na pokładzie Air Force One po śmierci prezydenta Johna F. Kennedy'ego

Przysięga – uroczysta wypowiedź o ustalonym uprzednio tekście (np. rota przysięgi). Złożenie przysięgi stanowi gwarancję przestrzegania umowy, dotrzymania zobowiązania, wywiązania się z powinności. Przysięga to również uroczystość złożenia przysięgi wojskowej.
Niekiedy niedotrzymanie przysięgi może pociągać za sobą konsekwencje honorowe np. utratę godności lub zaufania, bądź religijne, jeżeli przysięga obwarowana jest np. ekskomuniką.

## Składanie przysięgi w Polsce
Złożenie przysięgi wojskowej wymagane jest od przyszłych żołnierzy, zaś policyjnej od przyszłych policjantów. W  niektórych zawodach obowiązuje złożenie przysięgi w formie przyrzeczenia:
- Przyrzeczenie Lekarskie wymagane jest od przyszłych lekarzy medycyny
- Przyrzeczenie Lekarza Weterynarii wymagane jest od przyszłych lekarzy weterynarii.

Natomiast w harcerstwie obowiązuje Przyrzeczenie Harcerskie składane przy otrzymywaniu krzyża harcerskiego.
Ponadto, obejmując urząd lub funkcję, przysięgę składają m.in. Prezydent RP, Prezes Rady Ministrów i pozostali członkowie Rady Ministrów.  Natomiast objęcie niektórych stanowisk wymaga złożenia ślubowania.

## Przysięga policyjna
Przysięga policyjna zawarta jest w Ustawie o Policji:
Art. 27. Rota ślubowania
1. Przed podjęciem służby policjant składa ślubowanie według następującej roty: „Ja, obywatel Rzeczypospolitej Polskiej, świadom podejmowanych obowiązków policjanta, ślubuję: służyć wiernie Narodowi, chronić ustanowiony Konstytucją Rzeczypospolitej Polskiej porządek prawny, strzec bezpieczeństwa Państwa i jego obywateli, nawet z narażeniem życia. Wykonując powierzone mi zadania, ślubuję pilnie przestrzegać prawa, dochować wierności konstytucyjnym organom Rzeczypospolitej Polskiej, przestrzegać dyscypliny służbowej oraz wykonywać rozkazy i polecenia przełożonych. Ślubuję strzec tajemnic związanych ze służbą, honoru, godności i dobrego imienia służby oraz przestrzegać zasad etyki zawodowej.”
Art. 58. Obowiązki policjanta
1. Policjant jest obowiązany dochować obowiązków wynikających z roty złożonego ślubowania.
2. Policjant obowiązany jest odmówić wykonania rozkazu lub polecenia przełożonego, a także polecenia prokuratora, organu administracji państwowej lub samorządu terytorialnego, jeśli wykonanie rozkazu lub polecenia łączyłoby się z popełnieniem przestępstwa.
3. O odmowie wykonania rozkazu lub polecenia, o których mowa w ust. 2, policjant powinien zameldować Komendantowi Głównemu Policji z pominięciem drogi służbowej.

## W USA
Konstytucja USA (art. 2.1.8 i art. 6.3) osobie obejmującej urząd daje do wyboru złożenie przysięgi lub oświadczenia (ang. Oath or Affirmation).